# Юліана Марія Брауншвейг-Вольфенбюттельська
Юліана Марія Брауншвейг-Вольфенбюттельська (нім. Juliane Marie von Braunschweig-Wolfenbüttel, дан. Juliane Marie af Braunschweig-Wolfenbüttel, 4 вересня 1729 — 10 жовтня 1796) — принцеса Брауншвейг-Вольфенбюттельська з роду Вельфів, донька герцога Брауншвейг-Вольфенбюттеля Фердинанда Альбрехта II та принцеси Брауншвейг-Вольфенбюттеля  Антуанетти Амалії, дружина короля Данії та Норвегії Фредеріка V. Була фактичним правителем країни у 1772—1784 роках за правління божевільного Крістіана VII, у той час як офіційним регентом виступав її син Фредерік. Її володарювання припало на часи економічного розквіту держави. 
Листувалася із королем Пруссії Фрідріхом II (від 1772) та російською імператрицею Катериною II.

## Біографія
Юліана Марія народилася 4 вересня 1729 року у Вольфенбюттелі. Вона була дванадцятою дитиною та шостою донькою в родині герцога Брауншвейг-Беверну Фердинанда Альбрехта II та його дружини  Антуанетти Амалії Брауншвейг-Вольфенбюттельської. Дівчинка мала старших братів Карла, Антона Ульріха, Людвіга Ернста, Фердинанда та Альбрехта й сестер Єлизавету Крістіну, Луїзу, Софію Антонію, Шарлотту та Терезу Наталію. Ще один брат помер немовлям до її народження. Згодом у неї з'явилися  два молодші брати, з яких вижив лише Фрідріх Франц.
У березні 1735 року її батько став герцогом Брауншвейг-Вольфенбюттеля, але за півроку помер. Матір більше не одружувалася. Правителем став 22-річний брат Юліани, Карл, який вже мав власну родину і очікував на первістка.
Юліана отримала просте суворе виховання як було прийнято в той час у німецьких княжих родинах. Є відомості, що в дитинстві вона заїкалася.
У 1752 році до неї посватався король Данії та Норвегії Фредерік V, чию увагу на брауншвейзьку принцесу звернув таємний радник Адам Готлоб Мольтке, показавши її портрет володареві.
У 22 років вона була видана заміж за 29-річного скандинавського правителя. Вінчання відбулося в Данії у замку Фреденсборг 8 липня 1752 року. Монарх овідовів лише за півроку до цього, тому народ країни від початку недовірливо ставився до нової королеви, не зважаючи на її особисті якості та приємну зовнішність. 
Від першого шлюбу Фредеріка залишилося четверо малолітніх дітей, а наступного року у подружжя народився єдиний спільний син, Фредерік (1753—1805). Шлюб не був щасливим. Фредерік волів вдруге одружитися із англійською принцесою, проте принцес відповідного віку у Британії не було, до того ж він сумував за померлою жінкою і мав коханок. Проте, коли чоловік захворів, Юліана віддано турбувалася про нього і ніколи не жалілася. 
Королевою вона жила тихо та усамітнено, займаючись вихованням дітей. Для сина Фредеріка вона обрала вчителем Ове Гега-Гульдберга, оскільки бажала, щоб він виховувався у данському дусі. Сама вона ніколи не знала данської досконало, проте часто розмовляла нею та могла писати.
Після смерті чоловіка у 1766 році Юліана Марія мешкала у своїй резиденції, виділеної як удовина доля.
Вже за два роки у її пасинка Крістіана VII, який правив країною, діагностували психічне захворювання. В його оточенні все більшу вагу набирав молодий лікар Йоганн Фрідріх Струензе. У 1770 році він фактично прийшов до влади, отримавши від короля право підписувати замість нього укази та рескрипти, чим сміливо користувався. До того ж лікар став коханцем дружини Крістіана, королеви Кароліни Матильди, і жив у Крістіансборзі.
Пасинок ставився до Юліани прохолодно, відмовляючи у найменших проханнях, його дружина та її коханець були відверто жорстокими. Вдовіючою королевою відверто нехтували і не навідували, хоча між резиденціями було менше двох миль.

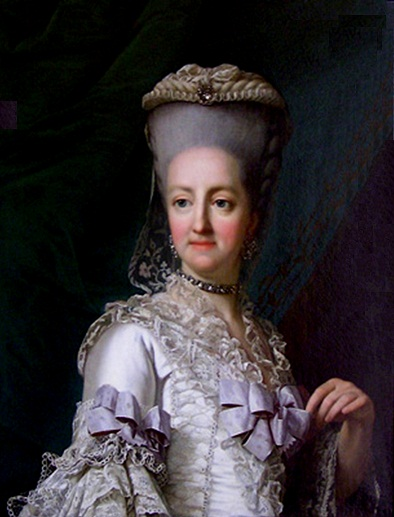
Юліана на портреті Віргіліуса Еріксона, 1776

У середині січня 1772 року відбулася змова Юліани, її сина Фредеріка, Ове Гег-Гульдберга та  кількох військових та державних високопосадовців з метою скинення Струнзеє. Після балу-маскараду лікаря та його найближчого прибічника Брандта було заарештовано, а королеву вислано у замок Кронборг. Переворот був зустрінутий в столиці загальною радістю. Після розслідування та суду Струнзеє та Брандта було страчено, а також відбулося розлучення короля та королеви, після чого Кароліна Матильда була вислана до Целлє.
На честь зміни влади була проведена амністія всіх ув'язнених, які були звільнені, але мали залишити столицю.
Регентом країни став син Юліани, Фредерік. Фактично ж вся повнота влади перейшла до неї. Міністром у справах держави Данії було відразу призначено Ове Гега-Гульдберга, який обіймав посаду весь час цього регентства. Перший період після перевороту Юліана відкрито відвідувала засідання ради уряду, але незабаром її від цього відмовили. Загалом врядування Гульдберга відзначалось миром та спокоєм. Правління могло слугувати зразком консерватизму. Були відновлені всі привілеї аристократії, відмінені при Струнзеє. У військовому відношенні Данія залишалась нейтральною, що багато чому зумовило її економічний розвиток. Данські компанії мали великі прибутки з Азії та Вест-Індії. Державою також підтримувалися промисловість та торгівля.
У 1779 році була заснована порцелянова фабрика у Копенгагені.
У 1784 році відбувся новий державний переворот, внаслідок якого до влади прийшов син Крістіана — 16-річний Фредерік, який правив до смерті батька як регент і після став королем. У 1785 році король Швеції Густав III пропонував Юліані скинути кронпринца, але вона відмовилася.
Останні роки провела у Крістіансборзі та Фреденсборзі, де і померла 10 жовтня 1796 року. Похована в Роскілльському соборі.

## Родина

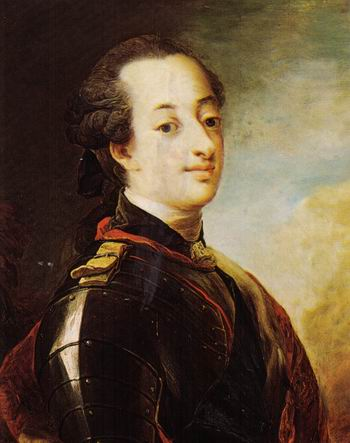
Фредерік V

Чоловік — Фредерік V, король Данії
Діти:
- Фредерік (1753—1805) — регент Данії та Норвегії у 1772—1784 роках, був одруженим із принцесою Мекленбург-Шверінською Софією Фредерікою, мав із нею п'ятеро дітей.

## У мистецтві
- Має кілька кіновтілень:

1. Ольга Лімбург у німецькій чорно-білій німій стрічці «Любов королеви» 1923 року, реж. Людвіг Вольфф;
2. Хелен Хейї у британській історичній мелодрамі «Диктатор» 1935 року, реж. Віктор Савілл;
3. Елізабет Флікеншильд у німецькій драмі «Володар без корони» 1957 року, реж. Гаральд Браун;
4. Тріне Дюрхольм у данському історичному фільмі-драмі «Королівський роман» 2012 року, реж. Ніколай Арсель;

- У літературі є персонажем історичної новели Нори Лофтс «Остання королева», виданому у 1969 році.

## Титули
- 4 вересня 1729 —8 липня 1752 — Її Високість Принцеса Юліана Марія Брауншвейг-Вольфенбюттельська;
- 8 липня 1752 —14 січня 1766 — Її Величність Королева Данії та Норвегії;
- 14 січня 1766 —10 жовтня 1796 — Її Величність Вдовіюча Королева Данії та Норвегії.